# Religiones nativas americanas

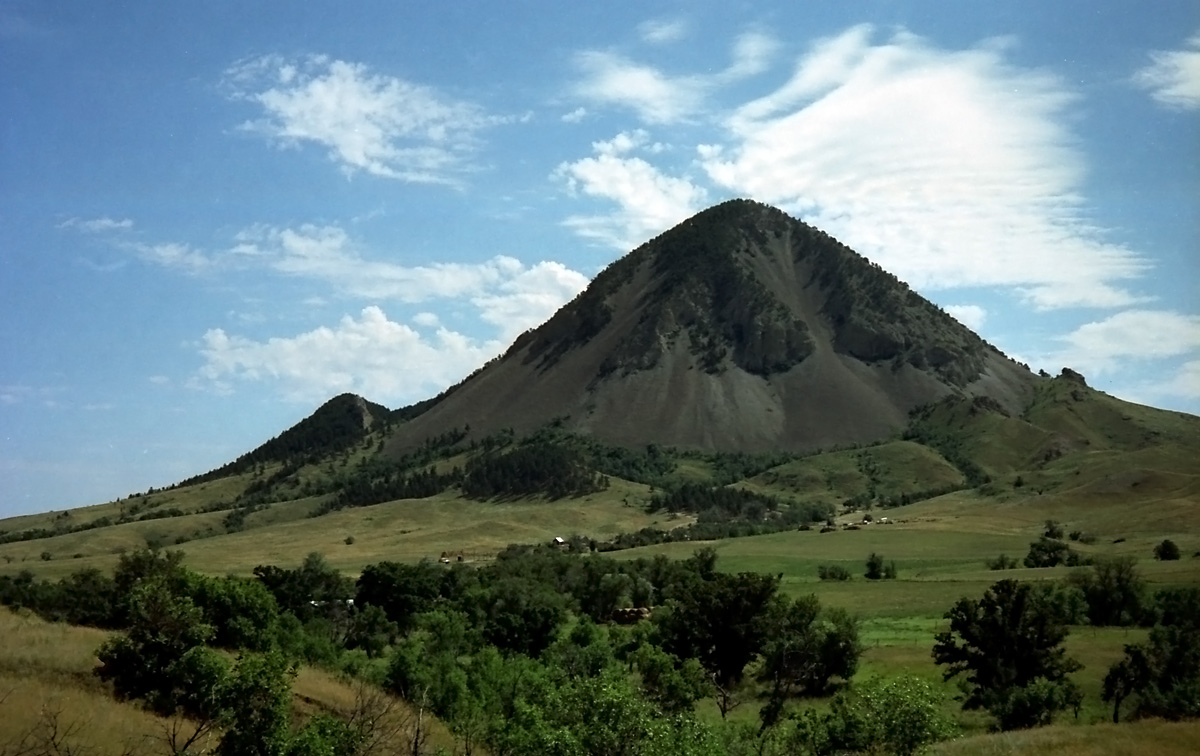
Oso Butte, en Dakota del Sur, es un sitio sagrado para aproximadamente 30 tribus de las llanuras

Las religiones americanas nativas o también entendidas por la historiografía como religiones precolombinas son las prácticas espirituales de los Pueblos indígenas de América. Las maneras de realizar las ceremonias nativas pueden variar ampliamente, y está basado en las historias, la concepción del mundo y creencias de tribus individuales, clanes y bandas. Tempranamente los exploradores europeos describen individualmente a tribus americanas Nativas e incluso pequeñas bandas teniendo cada una sus prácticas religiosas propias. Su teología puede ser monoteísta, politeísta, henoteística, animista, o alguna combinación de las anteriores. Las creencias tradicionales son normalmente heredadas en forma de historias orales,  alegorías y principios.

## Visión general
La espiritualidad nativa precolombina en la América abarcó las formas del animismo, politeísmo, el uso de plantas para introducir estados alterados de conciencia o espirituales, rituales o bailes especiales. Algunos de estas prácticas continúan hoy en ceremonias tribales privadas o en sus propias comunidades.
Desde los años de 1600 los católicos europeos y las denominaciones protestantes enviaron misioneros para convertir tribus amerindias al cristianismo.  Algunos de estas conversiones ocurrieron a través del gobierno y la iglesia cristiana, con esfuerzos cooperativos que forzaban a sacar niños americanos nativos de sus familias a un sistema de gobierno/estatal cristiano conocido como las escuelas de abordaje de las indias dónde los niños nativos eran enseñados e instruidos en las creencias cristianas europeas, los valores de la cultura blanca, y la lengua inglesa (española en los casos de Latinoamérica). En el caso de México y Sudamérica la pérdida de las religiones autóctonas vinieron dadas por el proceso denominado la evangelización. Esto forzaba la conversión y supresión de los indígenas en sus correspondientes lenguas y culturas.
Como parte de la supresión del gobierno de EE. UU. a las religiones tradicionales nativas, produjo que los bailes del sol y otros rituales ceremoniales estuvieran prohibidas más de 80 años por una serie de leyes federales de EE. UU. que prohibió las logias y santuarios tradicionales.  Esta persecución del gobierno y el procesamiento continuado hasta que 1978 dio paso al Acto de Libertad Religioso indio americano (AIRFA), obviamente esto en USA.
Mientras tanto en los países latinoamericanos se creó un sincretismo cultural entre las religiones cristianas y las nativas, esto ocurrió en la mayoría de los grupos étnicos (más no en todos). 

## Religiones americanas nativas importantes

### Religión Bole-Maru
La religión Bole Maru fue un movimiento de revitalización religioso de los Maidu, Pomo, Wintun, y otras tribus del norte de California central en el siglo XIX. Bole es una palabra Wintun (Una lengua penutiana), maru es una palabra pomo (lengua hokana); ambos se refieren a los sueños de los curanderos. Ellos tienen tanto  tradiciones, así como creencias cristianas y directrices éticas. Los sueños desempeñaban un papel importante en esta religión así como algunas de las danzas las cuales eran la danza Bole o Maru yla danza Bole-Hesi En estas danzas, los bailarines usaban grandes tocados.

### Cristianismo
Los misioneros cristianos europeo; eran muy activos y establecieron misiones y escuelas religiosas entre los pueblos nativos. Según Jacob Neusner, el cristianismo americano nativo es a menudo "fundamentalista en teología, conservador en su práctica, y a menudo revivalistico y evangélico."
El cristianismo fue visto por oficiales del gobierno como herramienta para la asimilación cultural; muchos de los cristianos americanos nativos desarrollaron sincretismos, es decir una combinación de sus sistemas tradicionales y el cristianismo. Por ejemplo, St. David Pendleton Oakerhater (Cheyenne), quién fue canonizado como un santo episcopal mientras era un Bailarín del Sol, también. Según James Trata, los cristianos americanos nativos "han construido y mantuvieron sus ... identidades religiosas con una variedad de consideraciones en mente.... Muchos de los cristianos nativos cumplen esta identificación sin abandonar o rehusarse a sus religiones nativas."

### Baile del sueño
El Baile de Sueño, un movimiento de revitalización religioso de los Klamath y Modoc, han evolucionado en el Baile del Fantasma y Religión de la Logia de la Tierra. Implica el poder de los sueños y visiones de muertos. A diferencia de las religiones de los Klamath y Modoc el Baile del Sueño no pronosticó un apocalipsis y Pandemias a gran escala

a Religión del Tambor, también conocida como el "Tambor Grande", "Baile del Tambor", o "Baile del Sueño", se originó alrededor 1890 entre los Santee Dakota (o Dakota Orientales). Se extendió desde la región de los Grandes Lagos Occidental a otras tribus americanas nativas como el Ojibwe (Chippewa), Meskwaki (Zorro), Kickapoo, Menominee, Potawatomi, Ho-chunk (Winnebago) y otras. Fue un movimiento de revitalización religioso que se creó para animar un sentido de unidad en los pueblos nativos a través de rituales. Estos rituales incluían el tocar tambores sagrados y el paso del conocimiento sagrado de tribu a tribu.

### Religión de la Logia de la tierra
La Religión de la Logia de la Tierra fue fundada en California del norte y por tribus de Oregón del sur como los Wintun. Se extendió a tribus como el Achomawi, Shasta, y los Siletz, por nombrar unos cuantos. Es también conocido como el "Baile de la Casa central" entre los Pomo. Pronosticó ocurrencias similares a aquellos pronosticados por los del Baile del Fantasma, como el regreso de los antepasados o el fin del mundo. La Religión de la Logia de la Tierra impactó la práctica religiosa más tardía, el Baile del Sueño, perteneciendo a los Klamath y los Modoc.

### Religión de la pluma
La Religión de la Pluma es un movimiento de revitalización del pacífico noroeste. Dibuja elementos tempranos de las religiones de los Shaker y los Waashat. La religión fue fundada en 1904 por Jake Caza un Klickitat, un hombre de medicina. Es también conocida como el Baile de la Pluma o la Religión de la Hiladura. Las plumas del águila sagrada son utilizadas en sus ceremonias, lo cual implica hiladura ritual, por ello el nombre Waskliki significa "Religión giratoria".

### Bailes del fantasma

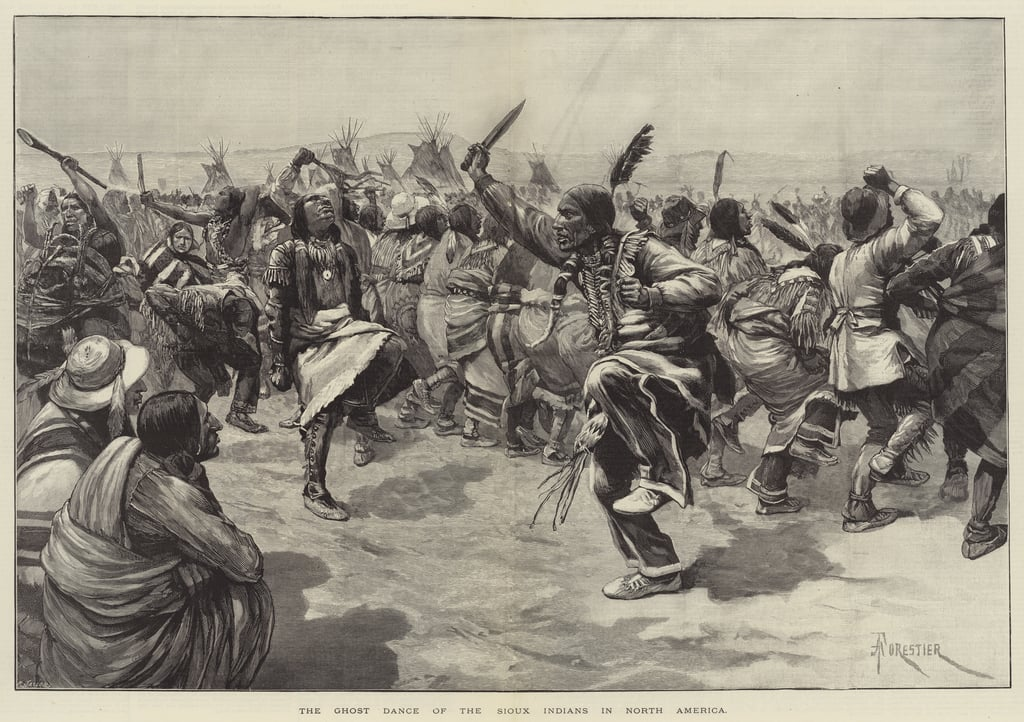
Baile de Fantasma Sioux de 1851. Los Bailes del fantasma influyeron a muchas religiones americanas nativas.

El baile del Fantasma es un concepto muy general que abarca movimientos de revitalización religiosos diferentes en los Estados Unidos Occidentales. En 1870, un Baile de Fantasma estuvo fundado por el profeta payute Wodziwob, y de 1889 a 1890, una Religión de Baile del Fantasma estuvo fundada por Wovoka (Jack Wilson), quién era también paiute del norte. Prácticas de Baile del fantasma son utilizadas para servir como conexión con modos de vida pre-contacto y para honorificar y adorar a los muertos mientras esperan su renacimiento.
En diciembre de 1888, Wovoka, quién fue hijo del hombre medicina Tavibo (Numu-tibo'o), cayó enfermo con una fiebre durante un eclipse de Sol, lo cual ocurrió el 1 de enero de 1889. Después de su recuperación reclamó que había visitado el mundo del espíritu y el Ser Supremo y pronosticó que el mundo llegaría a su fin muy pronto, justo cuando el supremo (El gran espíritu) se encarnara en la tierra. Todos los americanos nativos heredarían este mundo, incluyendo quienes estaban ya muertos, para vivir eternamente sin padecer sufrimiento. Para lograr esta realidad, Wovoka declaró que todos los americanos nativos tendrían que vivir honestamente, y rehuir los vicios de los blancos (especialmente el consumo de alcohol). Enseñó que la meditación, oración, canto, y baile eran una alternativa a llorar al muerto, ya que pronto llegaría su resurrección. Los seguidores de Wovoka le vieron a manera de un mesías y que había venido a la tierra como cristo rojo.
Tavibo participó en el Baile de Fantasma de 1870 y tuvo una visión en la que el Gran espíritu sacaba a todos los seres humanos de la tierra, enjuiciados por sus malas acciones. Tavibo concluyó que los americanos nativos regresarían a vivir en un entorno restaurado y que únicamente sus seguidores resucitarían y vivirían en felicidad.
Esta religión quedó extendida a muchas tribus en reservas del oeste, incluyendo a los Shoshone, Arapaho, Cheyenne, y Sioux (Dakota, Lakota, y Nakota).
El Baile de Fantasma más influyó fuertemente a religiones como la Logia de la Tierra, Bole-Maru, y al Baile de Sueño. Los caddo en la actualidad siguen practicando esta religión.

### Religión Clopispus
Es sabido que esta religión fue influenciada por la religión Waashat y fundada por John Slocum. El nombre proviene de las sacudidas y movimientos rituales utilizaban los practicantes de sus ritos para despojarse y limpiarse del pecado. La religión combina cristianismo con enseñanzas indígenas tradicionales. Esta religión es todavía practicada hoy en la Indian Shaker Church de EE. UU.

### Religión Casa-Grande

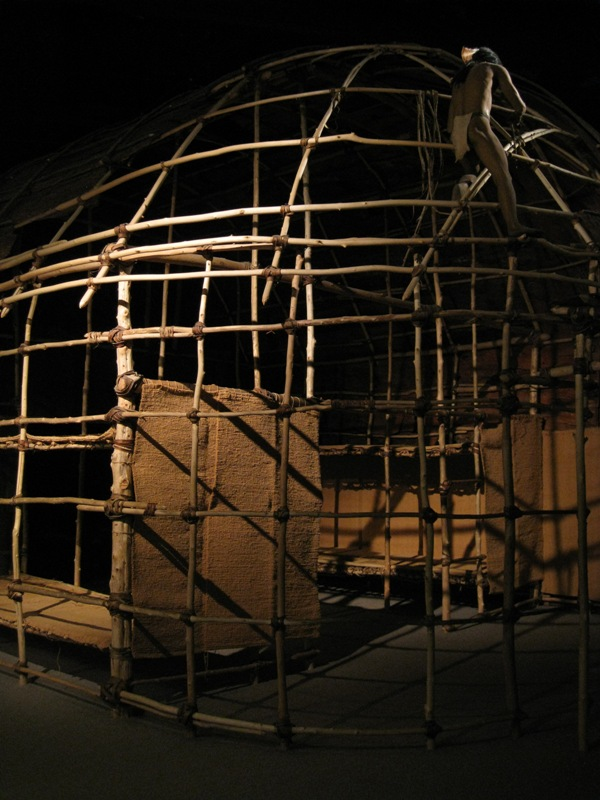
Una réplica de la casa grande Iroquesa donde tenían lugar las ceremonias.

La religión Casa-Grande (Longhouse en inglés), fue fundada en 1799 por una tribu de la etnia de los seneca, para revitalizar la religión nativa entre los Iroqueses. La doctrina Longhouse, también es llamada la Religión del Lago Handsome, y llamada Gaiwiio "Palabra buena" por los practicantes. Gaiwiio combina elementos del cristianismo con las antiguas tradiciones iroquesas. La religión de la casa-grande es aún practicada por los iroqueses del día de hoy.

### Mexicayotl (Toltecayotl)

Símbolo ampliamente utilizado por los Mexicas como representación de Ometeotl.

Mexicayotl (Palabra nahuatl que significa "mexicanidad") es un movimiento que revive la religión indígena, filosofía y tradiciones del México antiguo (la religión azteca y más especialmente la filosofía azteca) entre los mexicanos.
El movimiento apareció en la década de los 50, dirigido por intelectuales de la Ciudad del México, sin embargo es hasta tiempos recientes cuando sea ido extendiendo considerablemente, llegando hasta los mexicanos residentes de EE. UU.. Sus rituales implican el mitotiliztli. Los seguidores, llamados Mexicatl (singular) y Mexicah (plural), o sencillamente Mexica, es mayoritariamente practicado por personas urbanas y suburbanas.
El Mexicayotl empieza en la década de los cincuenta por Antonio Velasco Piña, quien funda el grupo de la Nueva Mexicanidad. En los mismos años Rodolfo Nieva López fundó igualmente el Movimiento Confederado Restaurador de la Cultura del Anáhuac, el cofundador del cual era Francisco Jiménez Sánchez quién en décadas más tardías devenía como dirigente espiritual del movimiento Mexicayotl, adoptando como símbolo principal a Tlacaelel. En 1970 se funda el Caltonal, o casa del sol, iglesia de Mexicayotl.
De 1970 en adelante la religión Mexicayotl ha crecido desarrollando una red de adoració local y grupos comunitarios (llamados calpulli o kalpulli) y extendiéndose a los americanos mexicanos o Chicanos en los Estados Unidos. También ha desarrollado lazos fuertes con movimientos de identidad nacionales mexicanos y Chicano nacionalismo. La iglesia mexicana nativa de Sánchez (la cual es una confederación de calpullis) fue oficialmente reconocida por el gobierno de México en 2007.

### Religión del peyote (Hikuri)

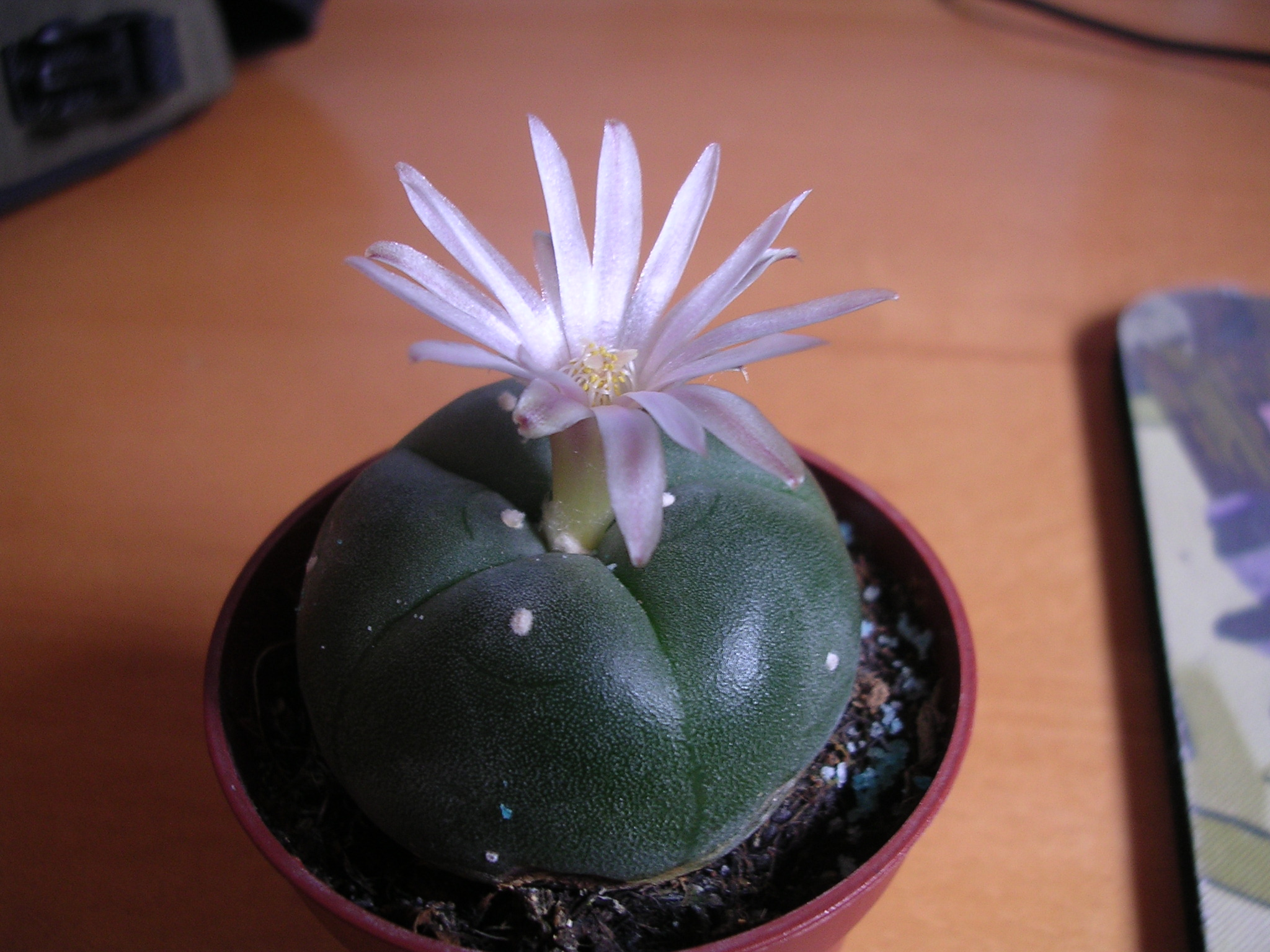
El estado ilegal del peyote no impide la práctica de las ceremonias de la religión del peyote.

La religión del peyote, también llamada el "Culto al peyote" y "Sendero del Hikuri", es un movimiento religioso que implica el uso ritual de Lophophora williamsii (peyote). El uso del peyote para propósitos religiosos está pensado para ser practicado dentro de alguna de las siguientes tribus: los Carrizo, Lipanes, Mescalero, Tonkawa, Karankawa y Caddo. En México también pertenecen a esta religión los Huicholes (Wixarika), Tepehuánes, y los coras.
La Iglesia nativa americana (en inglés: Native American Church) es una religión nativa americana que enseña una combinación de las creencias tradicionales de los nativos estadounidenses y el cristianismo, con el uso sacramental del enteógeno peyote. Es la religión indígena más extendida entre los nativos americanos en los Estados Unidos (excepto los nativos de Alaska y los nativos de Hawái), Canadá (específicamente los pueblos de las Primeras Naciones en Saskatchewan y Alberta) y México, con un estimado de 250 000 adherentes a fines del siglo XX.

### Religión Waashat
La religión Waashat, también es llamada Washani, La séptima religión del tambor, La religión del baile del domingo, Baile del Profeta, y Dreamer Faith. El nativo Wanapam Smohalla (1815–1895) utilizó rituales waashat para construir la religión en el Pacífico Noroeste. Smohalla reclamó que las visiones vinieron a él a través de los sueños y que había visitado el mundo del espíritu y había sido capacitado para divulgar la sabiduría a la gente. El nombre waasaní significa danza y adoración. Se orienta a recuperar el modo de vida original antes de influencias blancas y establece música y danza rituales. El nombre completo de Smohalla fue Smohalla Yuyunipitqana, su apellido significa "El que grita a las montañas".
Sus bailes y sus elementos influenció a los actuales bailes del Fantasma que son más tardíos al culto de Smohalla en los pueblos de las llanuras. Los creyentes creyeron que las personas blancas desaparecerían y la naturaleza regresaría a la manera antes de que vinieran. Para conseguir esto, los indígenas tienen que bailar y adorar a los espíritus, como unos Weyekin.
La religión combinó elementos del cristianismo con creencias nativas. Esto dificultó a los Estados Unidos conquistar las tierras centrales de las grandes llanuras por mucho tiempo. Los EE. UU. intentaban despojar a las tribus de sus costumbres y convertirlos según la noción europea de "civilizados". Los europeos decían: "Su modelo de un hombre es un indio ...Aspiran para ser indios y nada más", de esta menera insinuaban que la cultura europea era "superior" a la nativa, cosa que evidentemente era producto del etnocentrismo europeo.
Los profetas del movimiento fueron Smohalla (De la tribu Wanapam), Kotiakan (De la nación Yakama) y Homli (De los Walla Walla). Sus mensajes fueron llevados a lo largo del río columbia a otras comunidades. El baile Waashat implica siete tamboreros, un festín de salmón, uso del águila, plumas de cisne y una canción sagrada cantada cada séptimo día.

## Ceremonias

### Danza del Sol
La danza del Sol es una ceremonia religiosa practicada por un número de nativo americanos, especialmente por los pueblos de las llanuras. Cada tribu que tiene algún tipo de ceremonia del baile del sol tiene sus prácticas distintas, las cuales siguen sus propios protocolos y tradiciones. En algunos casos, la ceremonia es realizada en privado, sin que haya acceso al público en general. Muchos de las ceremonias tienen características en común, como canciones y bailes concretos que se heredaron a través de muchas generaciones, el uso de tambores tradicionales, el tubo sagrado, la penitencia y, en algunos casos, el agujereo de la piel están documentados.
En Canadá, los pobladores de los llanos llaman a este baile el Baile de la Sed; los Saulteaux (Llanuras Ojibwe) lo llaman el Baile de la Lluvia; y los Blackfoot (Siksika, Kainai, y Piikani) lo llaman el Baile de la Medicina. Es también practicado por los grupos canadienses Dakota y Nakoda.

## Dirigentes religiosos
Los profetas en las religiones nativas incluyen Popé, quién dirigió la revuelta del pueblo de 1675, Quautlatas, quién inspiró la rebelión tepehuana contra los españoles en 1616, Neolin, Tenskwatawa, Kenekuk, Smohalla, John Slocum, Wovoka, Alce Negro entre otros. 

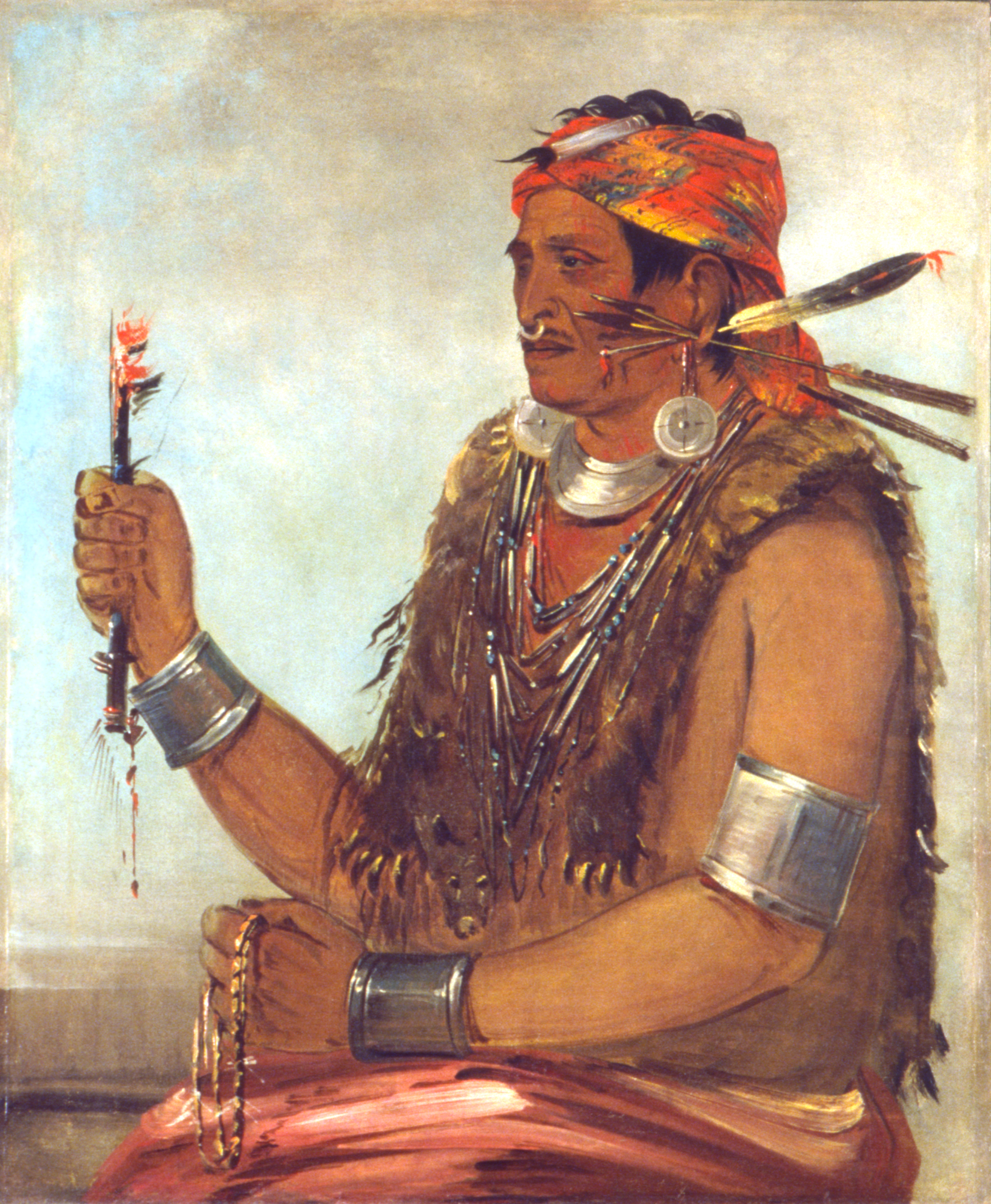
Tenskwatawa, por George Catlin.

 De vez en cuando los dirigentes religiosos importantes organizaban contiendas. En Indiana en 1805, Tenskwatawa (llamado el profeta shanee por los ingleses) dirigió un resurgimiento religioso que siguió una epidemia de viruela y una serie cazas de brujas. Sus creencias estuvieron basadas en las enseñanzas más tempranas de los profetas Lenape, Scattamek y Neolin, quiénes pronosticaron un apocalipsis venidero que destruiría las ciudades de los invasores europeos. Tenskwatawa instó a las tribus a rehusar las maneras de los americanos: para dejar las armas de fuego, el licor y la ropa de estilo americano. El resurgimiento fue dirigido por su hermano Tecumseh, quien batalló contra las fortalezas de los blancos.